# 駐日キプロス大使館

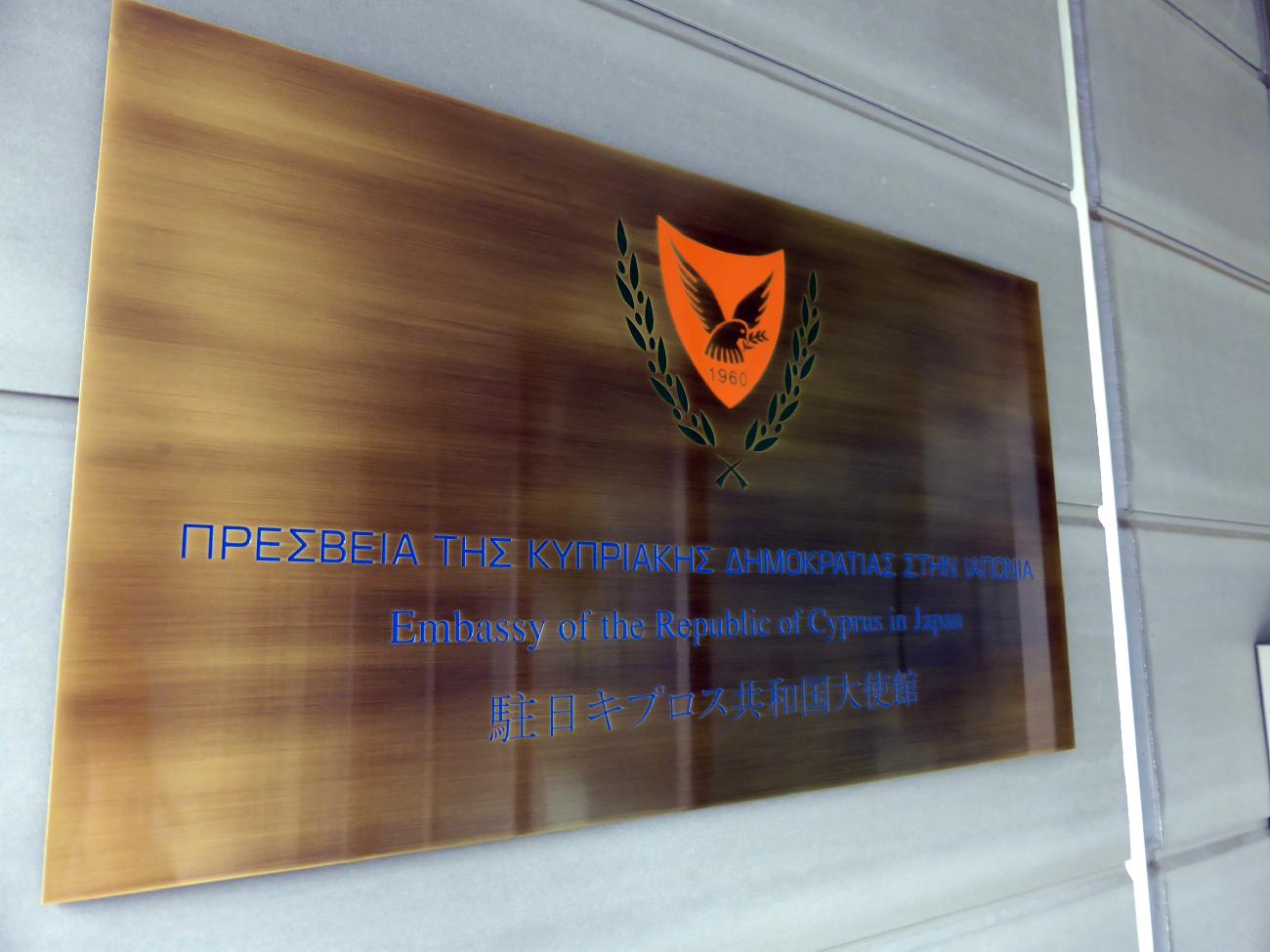
キプロス大使館プレート

駐日キプロス大使館（ギリシア語: Πρεσβεία της Κύπρου στην Ιαπωνία、英語: Embassy of Cyprus in Japan）は、キプロスが日本の首都東京に設置している大使館である。在東京キプロス大使館（ギリシア語: Πρεσβεία της Κύπρου στο Τόκιο、英語: Embassy of Cyprus in Tokyo）とも。

## 歴史
1960年8月16日にキプロスが独立すると同時に日本が同国を承認して、1962年に両国間の外交関係が樹立された。その後、1989年に開館した北京の大使館による兼轄を経て、ホテル雅叙園東京内に仮事務所を設置し、2020年2月12日に常駐では初代となるハリス・モリチス駐日大使が信任状を捧呈。同年2月21日、駐日欧州連合代表部が入居するヨーロッパハウス内に大使館が開設された。

## 住所
- 住所: 〒106-0047 東京都港区南麻布4-6-28 ヨーロッパハウス4階[4]
- アクセス: 東京メトロ日比谷線広尾駅1番出口

## 大使
2023年11月6日より、ヤニス・ミハイリディスが特命全権大使を務めている。